# Urocricetus lama
Urocricetus lama is een zoogdier uit de familie van de Cricetidae. De wetenschappelijke naam van de soort werd voor het eerst geldig gepubliceerd door J. Lewis Bonhote in 1905.